# Bob Shaw
Robert "Bob" Shaw (Belfast, 1931. december 31. – Warrington, 1996. február 11.) észak-ír tudományos-fantasztikus író, mérnök.

## Élete
Belfastban született és nevelkedett. Apja rendőr volt. Hárman voltak testvérek, mind fiúk, Bob volt közülük a legidősebb. 11 éves korában találkozott először a fantasztikus irodalommal, ekkor olvasta A. E. van Vogt rövid novelláját az Astounding magazin egy korai számában. A második világháború alatt az amerikai csapatok átvonultak Észak-Írországon, gyakran hátrahagyták kiolvasott fantasztikus magazinjaikat, amelyek a Smithfield Marketen a helyiek számára is hozzáférhetővé váltak. Shaw később úgy írt erről, hogy e magazinok hatása erősebb, meghatározóbb és tovább tartó volt, mint az LSD-é. A Belfast College and Technology hallgatója lett, 1950-ben csatlakozott az Irish Fandom nevű, fantasztikummal foglalkozó csoporthoz, amelynek tagja volt a szintén észak-ír sci-fi író James White is. Találkozóikat Walt Willis  Upper Newtownards Road-i házában, Belfastban tartották. E csoport komoly hatást gyakorolt a korai tudományos-fantasztikus irodalomra. Két fanzint, a Hyphen-t és a Slant-ot jelentették meg, Shaw mindkettőben publikált. Ebben az időszakban írói álneve a BoSh volt.  Első, nem fanzinban publikált fantasztikus története 1954-ben jelent meg. Ezután egy időre felhagyott az írással, s első feleségével, Sadie-val (Sarah Gourley) valamint fiukkal és két lányukkal Kanadába utaztak, ahol 1956 és 1958 közt éltek. Vertigo című regénye Albertában játszódik. Eredeti végzettsége statikus mérnök volt, a Short and Harland nevű cégnél mint repülőgéptervező dolgozott, ezután a The Belfast Telegraph című lap tudományos munkatársa lett (1966-1969). 1973 és 1975 közt a Vickers Shipbuilding-nél tevékenykedett, 1975-től már csak az írással foglalkozott. 1973-ban az északír válság miatt családjával Angliába költözött, előbb Ulverstonba, később Grappenhallba. Shaw itt alkotta meg fantasztikus életműve legnagyobb részét. Felesége, Sadie 1991-ben hirtelen elhunyt, ezután Shaw néhány éven át egyedül élt Grappenhallban. Egy betegség miatt csaknem megvakult, valamint egész életében migrén által kiváltott látászavaroktól szenvedett. A szemre, valamint a látásra vonatkozó hivatkozások több munkájában is megjelentek. Köztudottan alkoholproblémákkal küzdött, egy alkalommal saját magát mint alkoholistát említette. 1991-ben így nyilatkozott: "Fantasztikus történeteket írok azok számára, akik alig olvasnak fantasztikus irodalmat". 1995-ben vette feleségül Nancy Tuckert, s vele együtt Amerikába utazott, de halála előtt néhány hónappal hazautazott. Rákban hunyt el.

## Munkássága
Shaw egyik leghíresebb elbeszélése a Light of Other Days (1966). A történet a "lassú üveg" ötletén alapul, amely egy olyan áttetsző anyag, amelyen a fény csak évek alatt tud áthaladni, így rajta keresztül a múltba pillanthatunk. Shaw az Analog főszerkesztőjének, John W. Campbellnek adta el a történetet, így az a lap 1966. novemberi számában jelent meg. Shaw 1967-ben folytatást is írt hozzá, Burden of Proof címmel. Az eredeti történetet mindössze négy óra alatt írta meg, de ezt a négy órát több éves tervezés előzte meg. Shaw továbbfejlesztette a "lassú üveg" ötletét az Other Days, Other Eyes című regényében. A koncepció később a Marvel Comics által kiadott Unknown Worlds of Science Fiction című magazinban is felbukkant. Munkássága az egyszerűbb, fantasztikus elemeket csupán a háttérben felvonultató alkotásoktól (Ground Zero Man) a van Vogtra jellemző extravagáns fantasztikumig (The Palace of Eternity) terjed. Orbitsville című regénye és annak két folytatása egy, a csillagot teljesen körülvevő lakható héj (Dyson-gömb) felfedezéséről és az emberiségre gyakorolt következményeiről szól. 1976-ban elnyerte a Brit Fantasztikus Szövetség nagydíját. Később írta meg a Land-trilógiát (The Ragged Astronauts, The Wooden Spaceships és a The Fugitive Worlds), amelyben egy olyan társadalmat ír le, amelyben a technológia fémek használata nélkül fejlődött magas szintre. Philip K. Dick-hez hasonlóan munkáiban folyamatosan az észlelés természetére összpontosított.
Shaw a sci-fi rajongók körében közismert volt szellemességéről. Mindvégig fenntartotta az Irish Fandomban az 1950-es évek elején szerzett tagságát, lelkes rajongója és állandó közreműködője volt a különféle fanzinoknak. Éveken keresztül az Eastercon brit tudományos-fantasztikus konferenciákon tartott humoros beszédeket (Serious Scientific Talks címen), ezeket végül a The Eastercon Speeches (1979) és a Load of Old Bosh (1995) című kötetekben jelentették meg. 1954-ben Walt Willisszel írta meg a The Enchanted Duplicator  című, a sci-fi rajongókról szóló munkát John Bunyan A zarándok útja című alkotása mintájára.

## Művei

### Regények és novellagyűjtemények
- Night Walk (1967). Banner
- The Two-Timers (1968). New York
- The Palace of Eternity (1969). New York
- The Shadow of Heaven (1969). New York
- One Million Tomorrows (1970). New York
- Ground Zero Man (1971). New York, átdolgozott kiadás The Peace Machine címen, (1985). London
- Other Days, Other Eyes (1972). New York
- Tomorrow Lies in Ambush (1973). London: Gollancz
- The Orbitsville trilogy
  - Orbitsville (1975). London
  - Orbitsville Departure (1983). New York
  - Orbitsville Judgement (1990). London
- A Wreath of Stars (1976). London
- Cosmic Kaleidoscope (1976). London
- Cosmic Kaleidoscope (1977). New York
- Medusa's Children (1977). New York
- The Warren Peace saga
  - Who Goes Here? (1977). London, új kiadás a The Giaconda Caper című novellával bővítve: 1988
  - Warren Peace (1993). London, új kiadás Dimensions címen: 1994
- Ship of Strangers (1978). London
- Vertigo (1978). London, új kiadás Terminal Velocity címen: 1991
- Dagger of the Mind (1979). London
- The Ceres Solution (1981). London: Granada
- Galactic Tours (1981). London
- Courageous New Planet (1981)
- A Better Mantrap (1982). London
- Fire Pattern (1984). London
- Messages Found in an Oxygen Bottle (1986). Cambridge
- Land and Overland trilogy
  - The Ragged Astronauts (1986)
  - The Wooden Spaceships (1988)
  - The Fugitive Worlds (1989)
- Killer Planet (1989). London
- Dark Night in Toyland (1989)
- Overload (1995)

### Elméleti tárgyú munkái
- The Best of the Bushel (1979)
- The Eastercon Speeches (1979)
- How to Write Science Fiction (1993)
- A Load of Old BoSh (1995)

### Válogatott novelláinak fontosabb kiadásai
- "Light of Other Days" (1966)
- "Skirmish on a Summer Morning" (1976)
- "Unreasonable Facsimile" (1974)
- "A Full Member of the Club" (1974)
- "The Silent Partners" (1959)
- "The Element of Chance" (1969)
- "The Gioconda Caper" (1976)
- "An Uncomic Book Horror Story" (1975)
- "Deflation 2001" (1972)
- "Waltz of the Bodysnatchers" (1976)
- "A Little Night Flying" ("Dark Icarus") (1975)

## Magyarul megjelent művei
- Régmúlt napok fénye (novella, Galaktika 7., 1974; újabb kiadás: Metagalaktika 1., 1978; megjelent a Kaland a végeken című antológiában is 1973-ban Régmúlt napoknak fényei cím alatt)
- Életed legszebb napja (novella, Galaktika 14., 1975)
- Álomharcos (novella, Galaktika 196., 2006)
- Játékország sötét éjszakája (novella, Galaktika 119., 1990; újabb kiadás: Galaktika 294., 2014)
- Vitéz új világ (novella, Galaktika 118, 1990)
- Rajta, válassz magadnak új világot (novella, Galaktika 118, 1990)
- Incidens egy nyári reggelen (novella, X Magazin II/5, 1997)

## Fordítás
- Ez a szócikk részben vagy egészben  a   Bob Shaw című angol Wikipédia-szócikk ezen változatának fordításán alapul.  Az eredeti cikk szerkesztőit annak laptörténete sorolja fel. Ez a jelzés csupán a megfogalmazás eredetét és a szerzői jogokat jelzi, nem szolgál a cikkben szereplő információk forrásmegjelöléseként.